# Гиедо ван дер Гарде
Гиедо ван дер Гарде (роден на 25 април 1985 г. в Ренен, Холандия е холандски пилот от Формула 1. Прави дебюта си във Формула 1 като пилот на Катерам през 2013 г.

## Кариера

### Начало в картинга и Формула Рено
Ван дер Гарде има успешна кариера в картинга. Печели холандското първенство през 1998, а през 2002 световен шампион в Super A.
През 2008 г. Гиедо ван дер Гарде става шампион в шампионата Формула Рено 3.5 като от 15 състезания записва 5 победи, 2 пол-позиции и общо 8 подиума.
За сезон 2011, Ван дер Гарде участва в азиатското ГП2, където завършва сезона на трето място с 2 подиума и 16 точки.

### Формула 1
През 2006 г. холандецът участва в програма за млади пилоти на Макларън.
През 2007 г. е тест пилот на Спайкър Ф1, а през 2008 г. на Форс Индия. През 2012 е тест пилот на Катерам.

#### Катерам (2013)
На 1 февруари 2013 г. Гиедо ван дер Гарде съобщи, че през новия сезон ще се състезава за Катерам. Негов съотборник е младият французин Шарл Пик. В състезанието за Голямата награда на Унгария холандецът се представя най-добре, завършвайки 14-и.